# Andrea Paulgross
Andrea Paulgross (Viareggio, 3 gennaio 1965) è un dirigente sportivo e cavaliere italiano, ex presidente della Federazione Italiana Sport Equestri.

## Biografia
Laureato in giurisprudenza, svolge la professione di avvocato. Nazionale Juniores e Young Riders di salto ostacoli dal 1982 al 1988, partecipa anche come Senior a vari concorsi ippici internazionali. Dal 1987 al 1989 è ufficiale dell'Arma dei Carabinieri presso il Quarto Reggimento Carabinieri a Cavallo di Roma.
Nel 1996 entra a far parte della FISE, che presiede dal 29 novembre 2008 al 10 settembre 2012..

## Onorificenze
Stella d'oro al Merito Sportivo